# La Vie de famille (film)
Pour les articles homonymes, voir La Vie de famille (homonymie).
Pour plus de détails, voir Fiche technique et Distribution.
La Vie de famille est un film français réalisé par Jacques Doillon, sorti en 1985.

## Synopsis
Samedi matin, Emmanuel a une dispute domestique avec Natacha, fille adolescente de sa compagne, avant de partir passer la journée avec sa propre fille, Elise, qu'il a eue de Lili. Le père et la fille improvisent un périple ensemble. 

## Fiche technique
- Titre français : La Vie de famille
- Réalisation : Jacques Doillon
- Scénario : Jacques Doillon et Jean-François Goyet
- Photographie : Michel Carré
- Pays de production :  France
- Format : couleur — 1,33:1
- Genre : comédie dramatique
- Durée : 95 minutes
- Date de sortie : 
  - France : 13 février 1985

## Distribution
- Sami Frey : Emmanuel
- Mara Goyet : Elise
- Juliet Berto : Mara
- Juliette Binoche : Natacha
- Aina Walle : Lili, la mère d'Elise
- Simon de La Brosse : Cédric